# Hanover CDP (Nuevo Hampshire)
Hanover es un lugar designado por el censo ubicado en el condado de Grafton en el estado estadounidense de Nuevo Hampshire. En el Censo de 2020 tenía una población de 9078 habitantes y una densidad poblacional de 714,80 habitantes por km². Fue incluido como CDP en el censo de 2020.

## Geografía
Hanover se encuentra ubicado en las coordenadas 43°42′08″N 72°17′22″O / 43.70222, -72.28944.Según la Oficina del Censo de los Estados Unidos,  tiene una superficie total de 12,70 km², de la cual 11,71 km² corresponden a tierra firme y 0,99 km² a agua.